# Christian Ulrich Hartvig von Düring
Christian Ulrich Hartvig von Düring (født 1743, død 19. januar 1808 i Jægersborg) var en dansk forstmand.
Von Düring blev i 1757 page hos dronning Sophie Magdalene, i 1766 jagtjunker og havde fra 1773 opsynet med Jægersborg Dyrehave. Han blev dernæst i 1776 forstmester og i 1780 kammerherre.
Dyringelyng minder i dag om von Düring, som var knyttet til gennemførelsen af Johann Georg von Langens forstordning. Allerede den 25. april 1747 godkendtes ved kongelig resolution, at der skulle indhegnes mod kreaturer og tilplantes med skovtræer. Indhegningen fik navnet Klosterris Indelukke.